# Ivano Corvi
Ivano Corvi (6 febbraio 1954) è un ex sciatore alpino italiano.

## Biografia
Specialista della discesa libera originario di Aprica, Corvi in Coppa del Mondo ottenenne il miglior piazzamento il 30 gennaio 1977 a Morzine (9º); non prese parte a rassegne olimpiche né ottenne piazzamenti ai Campionati mondiali. Cessata l'attività agonistica ha intrapreso l'attività di maestro di sci in Veneto e di albergatore e direttore di una scuola di sci estivo a Les Deux Alpes.

## Palmarès

### Coppa del Mondo
- Miglior piazzamento in classifica generale: 54º nel 1977